# Bataille de Calenzana
Batailles
Guerres d'indépendance corse
- Vescovato (1564)
- Calenzana (1732)
- Furiani (1763)
- Traité de Versailles (1768)
- Borgo (1768)
- Ponte-Novo (1769)
- Farinole (1793)
- Saint-Florent (1794)
- Bastia (1794)
- Calvi (1794)
- Traité de Bastia (1814)

La bataille de Calenzana a eu lieu en 1732 à Calenzana en Corse.
Deux ans après le début de la révolte des Corses contre l'occupant génois, ceux-ci sont dans l'incapacité de rétablir l'ordre dans l'île. Ils font appel à Charles VI, empereur d'Allemagne.

## Intervention de l'empereur d'Allemagne
Contre un paiement mensuel de 26 401 florins par mois, plus cent écus par homme disparu, tué ou déserteur, l'empereur fournit à Gênes 3 600 soldats en Corse.
Le 6 août 1731 les troupes allemandes commandées par le baron de Wachtendonck, embarquent à Gênes. Elles débarquent à Bastia le 10 août et entrent aussitôt en action. Plusieurs pievi se soumettent à la République. 
Le 24 septembre de nouvelles troupes allemandes commandées par le colonel de Vinz, arrivent en Corse. Malgré ce renfort, Wachtendonck qui veut réduire les rebelles, juge insuffisantes les forces mises à sa disposition - il aurait voulu 12 000 hommes. Il tente alors d'obtenir la soumission des Corses par des voies pacifiques.
En début de l'année 1732, le colonel de Vinz, avec 600 soldats d'élite, débarque à Calvi venant de Bastia. Le 14 janvier de la même année, de Vinz tente d'occuper Calenzana avec ses 600 hommes, plus une centaine de la place forte génoise de Calvi et cent autres de celle d'Algajola. Il subit une lourde défaite.

## La bataille selon l'abbé Ambroggio Rossi
Selon l'abbé Ambroggio Rossi (Ambrosgiu Rossi), premier narrateur de la Bataille de Calenzana, avant d'investir Calenzana, de Vinz avait envoyé un frère capucin pour dire aux Calenzanais qu'il ne leur arrivera rien s'ils acceptent de remettre leurs armes. Le moine était calenzanais, fidèle à la république de Gênes ; il voulait éviter le massacre de ses concitoyens. Il ne fut pas écouté par les habitants du village qui l'empêchent de retourner à Calvi.
La suite du récit qu'il fait de cet événement est romanesque. Les villageois ne disposaient que de peu d'armes à feu. À Calenzana il y avait 300  à   400 familles, soit à peine un peu plus de 1 500 habitants, et tous ces gens n'avaient qu'une vingtaine d'arquebuses. Ils avaient aussi quelques pistolets ; mais la plupart étaient armés de lances, de sabres ou de couteaux corses. Ils se préparent à recevoir l'assaillant.
Un apiculteur eut alors l'idée de recourir à un stratagème pour défendre le village. Il fit transporter ses ruches qui se trouvaient sur la route de Calvi, pour les placer aux fenêtres qui donnaient vers la mer. Les villageois se fortifièrent, les armes furent distribuées.
Au matin du 14 janvier 1732, de Vinz et ses troupes, soit 800 hommes, marchèrent sur Calenzana. Le colonel ne voyant pas venir à sa rencontre le moine messager, décida d'attaquer et ordonna de franchir le mur dressé autour du village. Pendant que les soldats franchissaient le bas mur, ils furent accueillis par des salves. C'est alors que des fenêtres tombèrent les ruches. La confusion fut grande, les Calenzanais récupérèrent les armes des soldats morts et celles de ceux qui fuyaient les féroces abeilles. 
De Vinz jouait de malchance car ce jour-là, au couvent d'Alzipratu (Zilia) tout proche, le général Giafferi tenait consulte avec de très nombreux patriotes qui vinrent en renfort. Pris entre trois feux, celui des habitants de Calenzana, celui des hommes du général Giafferi qui venaient de Lumio et celui des villageois de Cassanu, Lunghignanu et Ziglia, il donne l'ordre à ses troupes de se replier et repart à Calvi. L'action n'aura duré que quatre heures. Les Allemands eurent deux cents morts et blessés, dont un lieutenant-colonel et un capitaine des grenadiers. On n'en connait pas le nombre chez les Corses.
Ce récit de l'abbé Ambroggio Rossi inspira plus tard le prince Pierre Napoléon Bonaparte qui écrira un millier de rimes italiennes publiées en 1865 sous le titre « La battaglia di Calenzana, poemetto storico ».

« Chaque année, le samedi saint, après la bénédiction de l’eau, le clergé s'y rend et jette de l'eau bénite sur la terre où gisent les ossements étrangers. Chacun de ces cadavres revint cher à Gênes, puisque l'empereur Charles VI avait stipulé qu'elle lui paierait cent florins (trois cents francs), par soldat perdu. Le chétif et vexatoire impôt d'un demi-baïoque avait allumé cette guerre qui coûta aux durs oppresseurs de l’île, tant de milliers d'écus. »

— Antoine Claude Valery in Voyages en Corse, à l'île d'Elbe et en Sardaigne, 1837 - p. 91.

## La légende

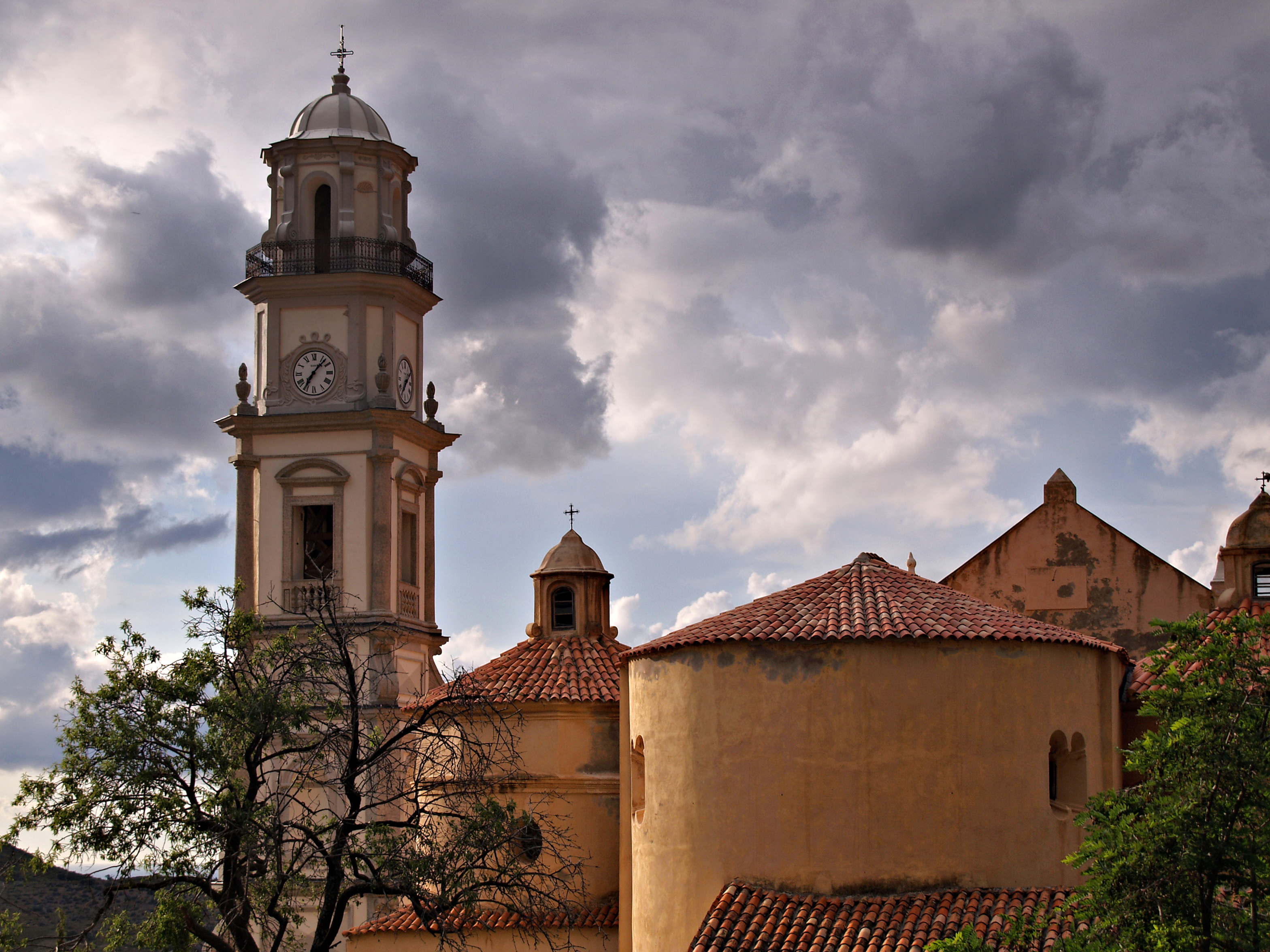
Campanile de l'église Saint-Blaise.

Aujourd'hui à Calenzana, au pied du campanile de l'église Saint-Blaise, on peut lire sur une plaque de marbre scellée « Campo santo dei Tedeschi - Ici tombèrent et furent enterrés 500 Allemands tués au service de Gênes - Bataille de Calenzana, 14 janvier 1732 »
Ainsi est née la légende des abeilles de Calenzana, amplifiée depuis avec des villageoises qui ont jeté des pierres, des tisons de bois résineux, de l'huile bouillante, avec un nombre de morts atteignant 500, etc. et reprise par le sérieux « Guide de la Corse mystérieuse ». D'autres aussi, diront que Sainte Restitude a participé à la lutte pour défendre les villageois.
En 1992, Antoine-Dominique Monti, président de l'Association polyvalente corse à vocation culturelle (ADECEC), en fera une chronique rédigée en langue corse et intitulée L'ape di Calinzana. L'auteur replace les faits en écrivant : 
« Les journaux de campagne des Impériaux, comme d'ailleurs les mémoires de Rostini, donnent une image moins simple et moins romanesque des événements. Calenzana était un village fidèle à la République, et c'est la raison pour laquelle le colonel de Vinz, parti de Calvi, projette de l'occuper afin de mieux tenir la Balagne occidentale ; il a, du reste, dépêché un capucin pour prévenir les habitants de son arrivée. Mais il tombe mal, car, en ce même jour, Ceccaldi et Giafferi tiennent consulte au couvent d'Alziprato et ont envoyé un fort noyau de leurs partisans pour rallier les Calenzanais. À Calenzana, la discussion est vive entre fidèles de la République et patriotes des villages voisins. Les deux partis en sont même venus aux mains quand on annonce l'arrivée des Autrichiens. Aussitôt des patriotes, parmi lesquels Pietro Pizzini, de Speluncato, et Anton Marco Tortora, de Muro, ouvrent le feu sur les soldats qui ripostent, et le village tout entier - amis et ennemis de la République mêlés - est entraîné dans une bataille à laquelle viennent participer les insurgés réunis à Alziprato. Un curieux document inséré dans un registre de la paroisse de Calenzana, qui donne la liste des morts et des blessés du côté corse, confirme l'origine variée des combattants : à côté des Calenzanais, on trouve des noms de Montemaggiore, de Muro et même d'Asco. »